# Championnats du monde de judo 2022
Navigation
Édition précédente Édition suivante
Les Championnats du monde de judo 2022, trente-neuvième édition des Championnats du monde de judo, ont lieu du 6 au 12 octobre 2022 à Tachkent en Ouzbékistan.

## Podiums

### Femmes
| Épreuves                          | Or              | Argent                      | Bronze                                       |
| --------------------------------- | --------------- | --------------------------- | -------------------------------------------- |
| Moins de 48 kg Poids super-légers | Natsumi Tsunoda | Katharina Menz              | Assunta Scutto Abiba Abuzhakynova            |
| Moins de 52 kg Poids mi-légers    | Uta Abe         | Chelsie Giles               | Distria Krasniqi Amandine Buchard            |
| Moins de 57 kg Poids légers       | Rafaela Silva   | Haruka Funakubo             | Lkhagvatogoogiin Enkhriilen Jessica Klimkait |
| Moins de 63 kg Poids mi-moyens    | Megumi Horikawa | Catherine Beauchemin-Pinard | Manon Deketer Bárbara Timo                   |
| Moins de 70 kg Poids moyens       | Barbara Matić   | Lara Cvjetko                | Saki Niizoe Sanne van Dijke                  |
| Moins de 78 kg Poids mi-lourds    | Mayra Aguiar    | Ma Zhenzhao                 | Yelyzaveta Lytvynenko Beata Pacut            |
| Plus de 78 kg Poids lourds        | Romane Dicko    | Beatriz Souza               | Wakaba Tomita Julia Tolofua                  |

### Hommes
| Épreuves                          | Or                        | Argent               | Bronze                              |
| --------------------------------- | ------------------------- | -------------------- | ----------------------------------- |
| Moins de 60 kg Poids super-légers | Naohisa Takatō            | Ariunbold Enkhtaivan | Yeldos Smetov Yang Yung-wei         |
| Moins de 66 kg Poids mi-légers    | Hifumi Abe                | Jōshirō Maruyama     | An Baul Denis Vieru                 |
| Moins de 73 kg Poids légers       | Tsend-Ochiryn Tsogtbaatar | Soichi Hashimoto     | Hidayət Heydərov Daniel Cargnin     |
| Moins de 81 kg Poids mi-moyens    | Tato Grigalashvili        | Matthias Casse       | Takanori Nagase Shamil Borchashvili |
| Moins de 90 kg Poids moyens       | Davlat Bobonov            | Christian Parlati    | Luka Maisuradze Lasha Bekauri       |
| Moins de 100 kg Poids mi-lourds   | Muzaffarbek Turoboyev     | Kyle Reyes           | Michael Korrel Zelym Kotsoiev       |
| Plus de 100 kg Poids lourds       | Andy Granda               | Tatsuru Saito        | Guram Tushishvili Kim Min-jong      |

### Par équipes
| Épreuve | Or | Argent | Bronze |
| ------- | --- | --- | --- |
| Mixte   | Japon - Soichi Hashimoto ♂ -73kg - Kenshi Harada ♂ -73kg - Kosuke Mashiyama ♂ -90kg - Goki Tajima ♂ -90kg - Tatsuru Saito ♂ +90kg - Hyōga Ōta ♂ +90kg - Haruka Funakubo ♂ -57kg - Momo Tamaoki ♀ -57kg - Saki Niizoe ♀ -70kg - Megumi Horikawa ♀ -70kg - Wakaba Tomita ♀ +70kg - Ruri Takahashi ♀ +70kg | France - Benjamin Axus ♂ -73kg - Joan-Benjamin Gaba ♂ -73kg - Alexis Mathieu ♂ -90kg - Aleksa Mitrovic ♂ -90kg - Kenny Liveze ♂ +90kg - Joseph Terhec ♂ +90kg - Amandine Buchard ♀ -57kg - Sarah-Léonie Cysique ♀ -57kg - Margaux Pinot ♀ -70kg - Marie-Ève Gahié ♀ -70kg - Romane Dicko ♀ +70kg - Julia Tolofua ♀ +70kg | Allemagne - Igor Wandtke ♂ -73kg - Alexander Gabler ♂ -73kg - Dominic Ressel ♂ -90kg - Eduard Trippel ♂ -90kg - Johannes Frey ♂ +90kg - Jonas Schreiber ♂ +90kg - Pauline Starke ♀ -57kg - Jana Ziegler ♀ -57kg - Miriam Butkereit ♀ -70kg - Sarah Mäkelburg ♀ -70kg - Anna-Maria Wagner ♀ +70kg - Alina Böhm ♀ +70kg |
| Mixte   | Japon - Soichi Hashimoto ♂ -73kg - Kenshi Harada ♂ -73kg - Kosuke Mashiyama ♂ -90kg - Goki Tajima ♂ -90kg - Tatsuru Saito ♂ +90kg - Hyōga Ōta ♂ +90kg - Haruka Funakubo ♂ -57kg - Momo Tamaoki ♀ -57kg - Saki Niizoe ♀ -70kg - Megumi Horikawa ♀ -70kg - Wakaba Tomita ♀ +70kg - Ruri Takahashi ♀ +70kg | France - Benjamin Axus ♂ -73kg - Joan-Benjamin Gaba ♂ -73kg - Alexis Mathieu ♂ -90kg - Aleksa Mitrovic ♂ -90kg - Kenny Liveze ♂ +90kg - Joseph Terhec ♂ +90kg - Amandine Buchard ♀ -57kg - Sarah-Léonie Cysique ♀ -57kg - Margaux Pinot ♀ -70kg - Marie-Ève Gahié ♀ -70kg - Romane Dicko ♀ +70kg - Julia Tolofua ♀ +70kg | Israël - Tal Flicker ♂ -73kg - Ido Levin ♂ -73kg - Sagi Muki ♂ -90kg - Guy Gurevitch ♂ -90kg - Peter Paltchik ♂ +90kg - Serafim Kompaniez ♂ +90kg - Gefen Primo ♀ -57kg - Timna Nelson-Levy ♀ -57kg - Gili Sharir ♀ -70kg - Maya Goshen ♀ -70kg - Inbar Lanir ♀ +70kg - Raz Hershko ♀ +70kg                           |

## Tableau des médailles
Les équipes à égalité sont départagées au classement par le nombre de 5es et de 7es places obtenues au cours des championnats. L'épreuve par équipes n'est pas prise en compte.
- Pays organisateur ( Ouzbékistan)

| Rang  | Nation          | Or | Argent | Bronze | Total |
| ----- | --------------- | -- | ------ | ------ | ----- |
| 1     | Japon           | 5  | 4      | 3      | 12    |
| 2     | Brésil          | 2  | 1      | 1      | 4     |
| 3     | Ouzbékistan     | 2  | 0      | 0      | 2     |
| 4     | Mongolie        | 1  | 1      | 1      | 3     |
| 5     | Croatie         | 1  | 1      | 0      | 2     |
| 6     | Géorgie         | 1  | 0      | 3      | 4     |
| 7     | France          | 1  | 0      | 3      | 4     |
| 8     | Cuba            | 1  | 0      | 0      | 1     |
| 9     | Canada          | 0  | 2      | 1      | 3     |
| 10    | Italie          | 0  | 1      | 1      | 2     |
| 11    | Allemagne       | 0  | 1      | 0      | 1     |
| 12    | Belgique        | 0  | 1      | 0      | 1     |
| 13    | Grande-Bretagne | 0  | 1      | 0      | 1     |
| 14    | Chine           | 0  | 1      | 0      | 1     |
| 15    | Corée du Sud    | 0  | 0      | 2      | 2     |
| 16    | Pays-Bas        | 0  | 0      | 2      | 2     |
| 17    | Azerbaïdjan     | 0  | 0      | 2      | 2     |
| 18    | Kazakhstan      | 0  | 0      | 2      | 2     |
| 19    | Pologne         | 0  | 0      | 1      | 1     |
| 20    | Ukraine         | 0  | 0      | 1      | 1     |
| 21    | Autriche        | 0  | 0      | 1      | 1     |
| 21    | Portugal        | 0  | 0      | 1      | 1     |
| 23    | Kosovo          | 0  | 0      | 1      | 1     |
| 23    | Moldavie        | 0  | 0      | 1      | 1     |
| 23    | Taipei chinois  | 0  | 0      | 1      | 1     |
| Total | Total           | 14 | 14     | 28     | 56    |